# Grande Prêmio da Espanha de 2016
Grande Prêmio da Espanha de 2016 (formalmente denominado Formula 1 Gran Premio de España Pirelli 2016) foi a quinta etapa da temporada de 2016 da Fórmula 1. Foi disputado no dia 15 de maio de 2016 no Circuito da Catalunha, Montmeló, Espanha. O holandês Max Verstappen, da Red Bull Racing, venceu a corrida, sendo sua primeira vitória na categoria em sua primeira corrida na equipe, passando a ser também o piloto mais jovem a vencer uma corrida na Fórmula 1. O finlandês Kimi Raikkonen e o alemão Sebastian Vettel, ambos da Ferrari, completaram o pódio.

## Relatório

### Antecedentes

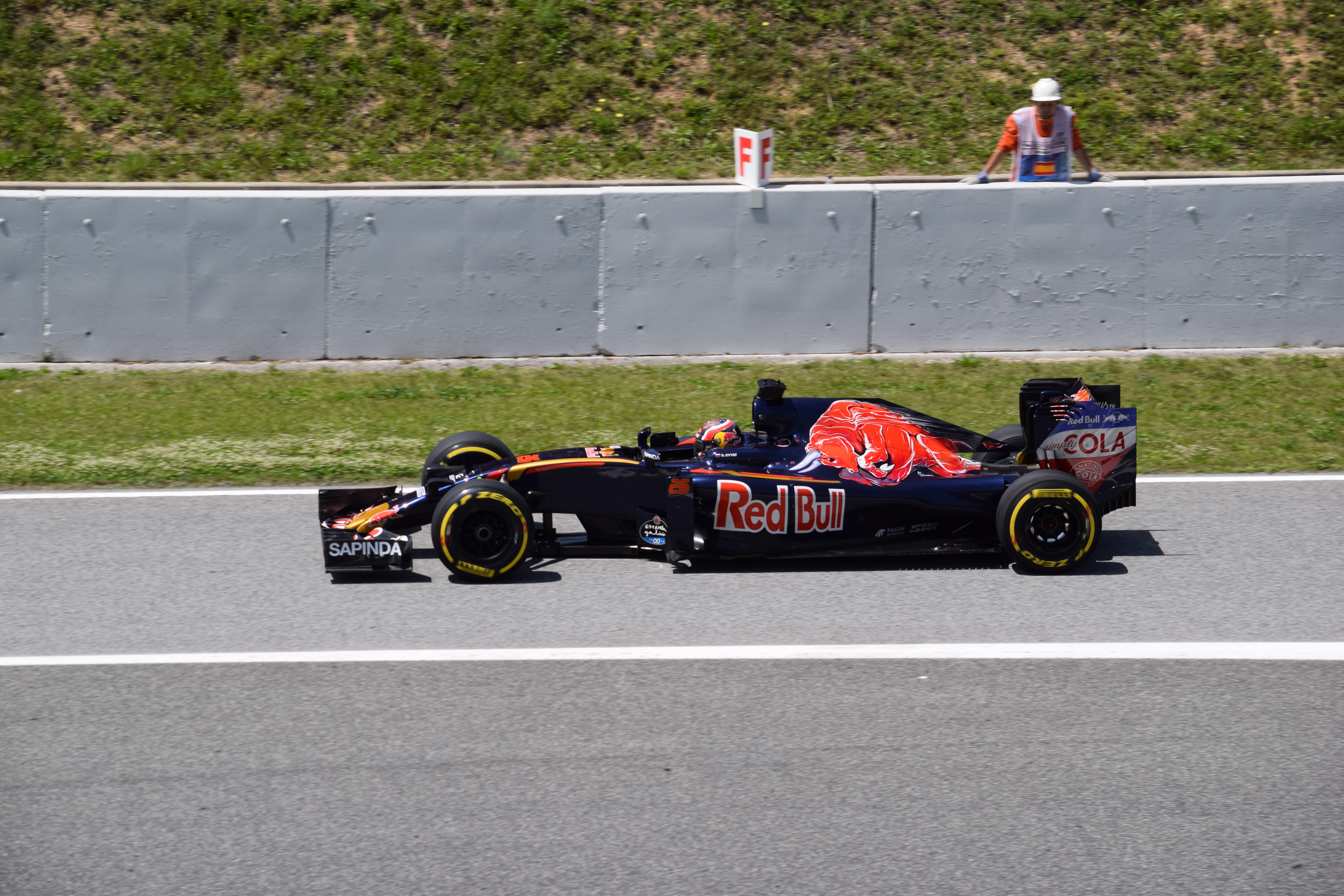
Daniil Kvyat foi rebaixado para equipe devido ao incidente da corrida anterior com Sebastian Vettel.

Rebaixamento de Daniil Kvyat e Max Verstappen é promovido
No dia 05 de maio de 2016, a equipe Red Bull Racing promoveu o holandês, Max Verstappen na equipe austríaca e rebaixando o piloto russo, Daniil Kvyat para a equipe Toro Rosso. A escuderia austríaca aproveitou o incidente provocado pelo russo de 22 anos para antecipar um plano que desejava para um futuro breve: promover o garoto prodígio Max Verstappen, de 18 anos, que tem encantado a cúpula da equipe com as boas atuações na STR. Com isso, Kvyat acabou rebaixado à equipe co-irmã, que defendeu em 2014.
Apesar de ser dona das duas equipes, a companhia de energéticos nunca havia utilizado este privilégio para fazer mudanças entre seus pilotos durante a temporada. Horner tentou minimizar "rebaixamento" de Kvyat e frisou que a alteração servirá para o russo recuperar o potencial que tanto chamou a atenção em seu início de carreira.

### Treino Classificatório
Q1

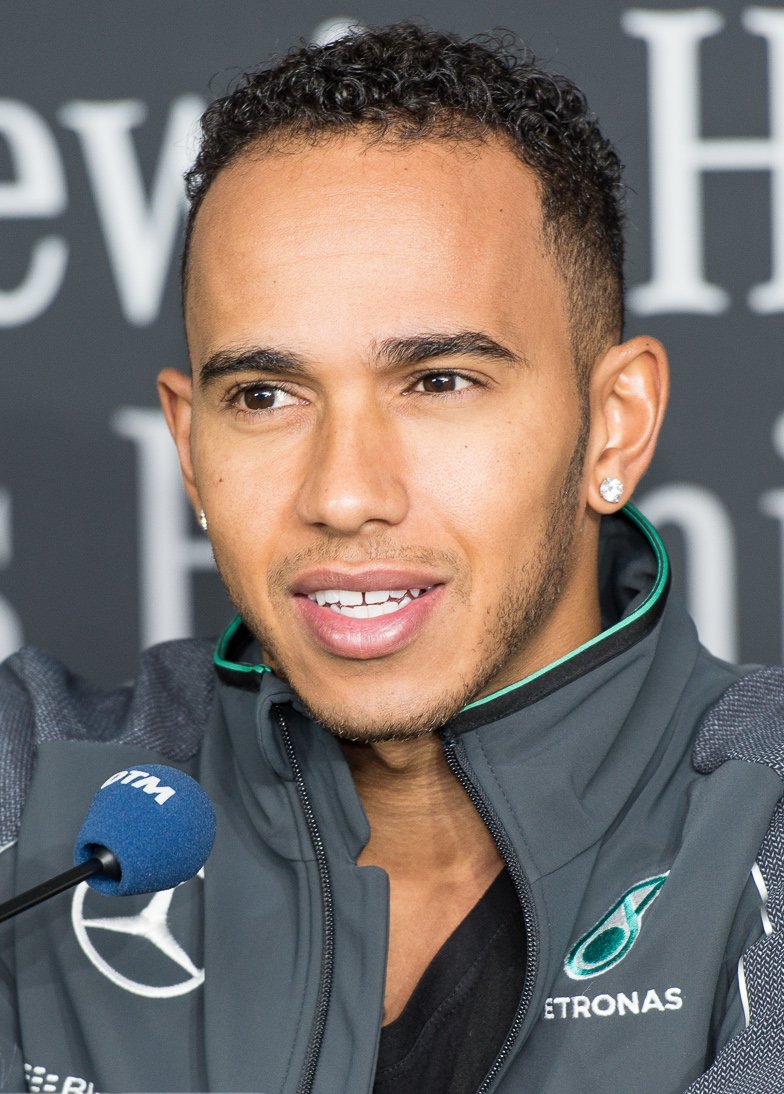
Hamilton fez a pole position

Nenhum piloto utilizou pneus médios. Na metade da regressiva de 18 minutos, Nico Rosberg marcou o tempo de 1min23s002, 0s212 mais rápido que seu companheiro de equipe Lewis Hamilton. Com a vantagem, os pilotos da equipe alemã voltaram aos boxes.
As duas Red Bulls conseguiram bater os dois carros da Ferrari, com Verstappen à frente de Ricciardo. Raikkonen e Vettel ficaram logo atrás.
Sem conseguir abrir uma volta no fim do treino, Felipe Massa ficou com o 18º lugar e foi tirado do Q2 pela primeira vez no ano. Foram eliminados Palmer, Massa, Ericsson, Nasr, Wehrlein e Haryanto.
Q2
Hamilton entrou rapidamente na pista para fazer o melhor tempo do final de semana, com 1min22s159. Rosberg ficou a menos de 0s6 do tempo do parceiro. Verstappen ficou com o terceiro lugar, à frente de Vettel e Ricciardo.
Depois de abortar sua primeira tentativa, Kimi Raikkonen marcou o quarto tempo à frente de Vettel.
Alonso levou a McLaren ao Q3 pela primeira vez desde que a Honda voltou a fornecer motores ao time no início do ano passado. Foram eliminados Hulkenberg, Button, Kvyat, Grosjean, Magnussen e Gutierrez.
Q3
Hamilton e Rosberg foram os primeiros a deixarem os boxes no Q3. Em sua primeira volta em velocidade, Hamilton vinha fazendo as duas melhores parciais do treino, mas errou um ponto de freada no último setor, travou o pneu e virou alto: 1m23s277. Rosberg, por sua vez, anotou 1m22s475 e assumiu a primeira posição provisoriamente. Verstappen marcou 1m23s203 e ficou entre as Mercedes. Vettel e Raikkonen apareciam em quarto e quinto, enquanto os demais pilotos preferiram poupar um jogo de pneu e sair só nos minutos finais.
Restando apenas dois minutos para o fim do treino, todos os dez pilotos classificados para o Q3 foram para a pista para suas últimas tentativas. Hamilton anotou as duas melhores primeiras parciais. Dessa vez sem errar no último setor, ele marcou 1m22s000 e tomou a liderança. Vindo a seguir, Rosberg foi incapaz de bater o inglês, e ficou em segundo, com 1m22s280. Riccardo anotou uma boa volta e terminou em terceiro, a frente de Verstappen, que foi superado pela primeira vez na classificação e ficou em quarto.

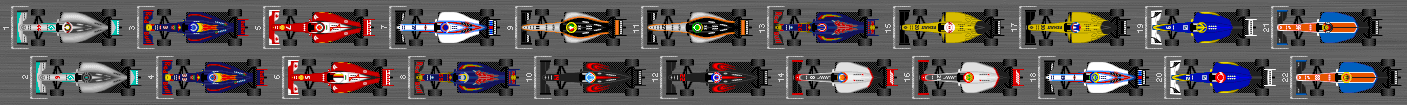
Grid de largada

### Corrida

Em animação, a colisão de Nico Rosberg e Lewis Hamilton na primeira volta

Na largada Rosberg ultrapassou Hamilton ainda na primeira curva do circuito tornando-se líder. Mais atrás Vettel superou Räikkönen para assumir a quinta colocação. Na sequência, Hamilton da Mercedes tentou retomar a primeira posição, porém perdeu o controle ao escapar para a grama, rodou, e atingiu o carro de Rosberg decretando o fim da prova para os dois. O carro de segurança foi acionado. A relargada ocorreu na abertura da quarta volta, com Vettel pressionando Sainz, então terceiro colocado, enquanto os dois pilotos da Red Bull Racing abriam vantagem na liderança. Vettel conseguiu superar Sainz na oitava volta da prova, Räikkönen conseguiu a ultrapassagem duas voltas depois.

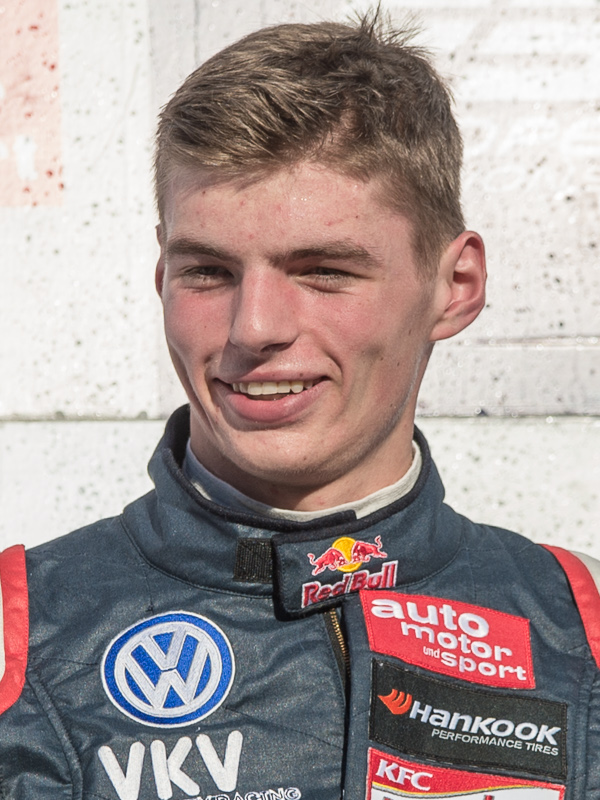
Verstappen venceu a prova

Massa foi quem abriu a rodada de paradas nos boxes, na nona volta, enquanto Pérez e Kvyat pararam no giro seguinte. Entre os líderes, Ricciardo foi o primeiro a fazer o pit stop, na 12ª volta, enquanto Verstappen e Räikkönen pararam no giro seguinte. Já Vettel trocou os pneus apenas na 17ª passagem. Todos colocaram os compostos médios em seus carros, e as posições se mantiveram as mesmas de antes das trocas.
Na 22ª volta, a Force India de Hülkenberg apresentou um princípio de incêncido, obrigando o piloto a deixar a disputa quando ocupava a 13ª colocação. A segunda rodada de paradas começou com Ricciardo indo aos boxes para colocar pneus macios na 29ª volta, ação repetida por Vettel no giro seguinte. Verstappen manteve a liderança até parar na 35ª passagem, colocando compostos médios. O holandês retornou em terceiro, perdendo a posição para Vettel. Na volta seguinte Räikkönen trocou os pneus também pelos médios. Vettel precisou retornar aos boxes após apenas 11 voltas com pneus macios, desta vez colocando os pneus de faixa branca, iguais aos de seu companheiro de equipe e do holandês da Red Bull. Vettel caiu para 4º. Ricciardo seguia na ponta, com 10s de vantagem para Verstappen, 12s para Raikkonen e 18s para Vettel.
Na 43ª volta Ricciardo, que apresentava um ritmo de corrida pior em relação aos rivais, fez nova troca de pneus. Quatro giros mais tarde, a McLaren de Fernando Alonso apresentou um problema, fazendo com que o espanhol abandonasse a prova. Na frente, Räikkönen se aproximou de vez de Verstappen na 48ª volta, sem conseguir ainda uma tentativa de ultrapassagem. Vettel, que se aproximava dos líderes, também viu Ricciardo diminuir sua diferença, encostando de vez na 57ª passagem. Ricciardo chegou a conseguir a ultrapassagem sobre Vettel na 59ª volta, entretanto Vettel retomou a posição. Depois de exigir muito dos pneus nas tentativas de ultrapassagem, Ricciardo perdeu rendimento, por conta de um esvaziamento do composto traseiro esquerdo, que furou logo em seguida, forçando-o a parar nos boxes.
Na ponta, Verstappen conseguiu abrir um segundo para Räikkönen, e seguiu para vencer pela primeira vez na carreira tornando-se o piloto mais jovem a vencer uma corrida e também a subir ao pódio aos 18 anos e 228 dias, ao mesmo tempo foi o primeiro neerlandês a vencer uma prova.

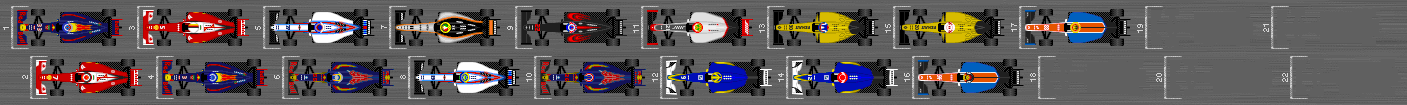
Resultado da corrida.

## Pneus
| Nome do composto | Cor | Banda de rolamento | Condições de condução | Dry Type* | Aderência       | Longevidade  |
| ---------------- | --- | ------------------ | --------------------- | --------- | --------------- | ------------ |
| Macio            |     | Slick (P Zero™)    | Seco                  | Soft      | Médio           | Médio        |
| Médio            |     | Slick (P Zero™)    | Seco                  | Medium    | Médio           | Médio        |
| Duro             |     | Slick (P Zero™)    | Seco                  | Hard      | Menos Aderência | Mais Durável |

## Resultados

### Treino Classificatório
| Pos.                     | Nº | Piloto            | Construtor                | Q1       | Q2       | Q3       | Grid |
| ------------------------ | -- | ----------------- | ------------------------- | -------- | -------- | -------- | ---- |
| 1                        | 44 | Lewis Hamilton    | Mercedes                  | 1:23.214 | 1:22.159 | 1:22.000 | 1    |
| 2                        | 6  | Nico Rosberg      | Mercedes                  | 1:23.002 | 1:22.759 | 1:22.280 | 2    |
| 3                        | 3  | Daniel Ricciardo  | Red Bull Racing-TAG Heuer | 1:23.749 | 1:23.585 | 1:22.680 | 3    |
| 4                        | 33 | Max Verstappen    | Red Bull Racing-TAG Heuer | 1:23.578 | 1:23.178 | 1:23.087 | 4    |
| 5                        | 7  | Kimi Raikkonen    | Ferrari                   | 1:23.796 | 1:23.504 | 1:23.113 | 5    |
| 6                        | 5  | Sebastian Vettel  | Ferrari                   | 1:24.124 | 1:23.168 | 1:23.334 | 6    |
| 7                        | 77 | Valtteri Bottas   | Williams-Mercedes         | 1:24.251 | 1:24.023 | 1:23.522 | 7    |
| 8                        | 55 | Carlos Sainz Jr.  | Toro Rosso-Ferrari        | 1:24.496 | 1:24.077 | 1:23.643 | 8    |
| 9                        | 11 | Sergio Pérez      | Force India-Mercedes      | 1:24.698 | 1:24.003 | 1:23.782 | 9    |
| 10                       | 14 | Fernando Alonso   | McLaren-Honda             | 1:24.578 | 1:24.192 | 1:23.981 | 10   |
| 11                       | 27 | Nico Hülkenberg   | Force India-Mercedes      | 1:24.463 | 1:24.203 | —        | 11   |
| 12                       | 22 | Jenson Button     | McLaren-Honda             | 1:24.583 | 1:24.348 | —        | 12   |
| 13                       | 26 | Daniil Kvyat      | Toro Rosso-Ferrari        | 1:24.696 | 1:24.445 | —        | 13   |
| 14                       | 8  | Romain Grosjean   | Haas-Ferrari              | 1:24.716 | 1:24.480 | —        | 14   |
| 15                       | 20 | Kevin Magnussen   | Renault                   | 1:24.669 | 1:24.625 | —        | 15   |
| 16                       | 21 | Esteban Gutierrez | Haas-Ferrari              | 1:24.406 | 1:24.778 | —        | 16   |
| 17                       | 30 | Jolyon Palmer     | Renault                   | 1:24.903 | —        | —        | 17   |
| 18                       | 19 | Felipe Massa      | Williams-Mercedes         | 1:24.941 | —        | —        | 18   |
| 19                       | 9  | Marcus Ericsson   | Sauber-Ferrari            | 1:25.202 | —        | —        | 19   |
| 20                       | 12 | Felipe Nasr       | Sauber-Ferrari            | 1:25.579 | —        | —        | 20   |
| 21                       | 94 | Pascal Wehrlein   | MRT-Mercedes              | 1:25.745 | —        | —        | 21   |
| 22                       | 88 | Rio Haryanto      | MRT-Mercedes              | 1:25.939 | —        | —        | 22   |
| Tempo dos 107%: 1:28.812 |    |                   |                           |          |          |          |      |
| Fonte:                   |    |                   |                           |          |          |          |      |

### Corrida
| Pos.   | Nu. | Piloto            | Construtor                | Voltas | Tempo/Retirado      | Grid | Pontos |
| ------ | --- | ----------------- | ------------------------- | ------ | ------------------- | ---- | ------ |
| 1      | 33  | Max Verstappen    | Red Bull Racing-TAG Heuer | 66     | 1:41:40.017         | 4    | 25     |
| 2      | 7   | Kimi Raikkonen    | Ferrari                   | 66     | +0.616              | 5    | 18     |
| 3      | 5   | Sebastian Vettel  | Ferrari                   | 66     | +5.581              | 6    | 15     |
| 4      | 3   | Daniel Ricciardo  | Red Bull Racing-TAG Heuer | 66     | +43.950             | 3    | 12     |
| 5      | 77  | Valtteri Bottas   | Williams-Mercedes         | 66     | +45.271             | 7    | 10     |
| 6      | 55  | Carlos Sainz Jr.  | Toro Rosso-Ferrari        | 66     | +1:01.395           | 8    | 8      |
| 7      | 11  | Sergio Perez      | Force India-Mercedes      | 66     | +1:19.358           | 9    | 6      |
| 8      | 19  | Felipe Massa      | Williams-Mercedes         | 66     | +1:20.707           | 18   | 4      |
| 9      | 22  | Jenson Button     | McLaren-Honda             | 65     | +1 volta            | 12   | 2      |
| 10     | 26  | Daniil Kvyat      | Toro Rosso-Ferrari        | 65     | +1 volta            | 13   | 1      |
| 11     | 21  | Esteban Gutierrez | Haas-Ferrari              | 65     | +1 volta            | 16   |        |
| 12     | 9   | Marcus Ericsson   | Sauber-Ferrari            | 65     | +1 volta            | 19   |        |
| 13     | 30  | Jolyon Palmer     | Renault                   | 65     | +1 volta            | 17   |        |
| 14     | 20  | Kevin Magnussen   | Renault                   | 65     | +1 volta 1          | 15   |        |
| 15     | 12  | Felipe Nasr       | Sauber-Ferrari            | 65     | +1 volta            | 20   |        |
| 16     | 94  | Pascal Wehrlein   | MRT-Mercedes              | 65     | +1 volta            | 21   |        |
| 17     | 88  | Rio Haryanto      | MRT-Mercedes              | 65     | +1 volta            | 22   |        |
| Ret    | 8   | Romain Grosjean   | Haas-Ferrari              | 56     | Freio               | 14   |        |
| Ret    | 14  | Fernando Alonso   | McLaren-Honda             | 45     | Unidade de potência | 10   |        |
| Ret    | 27  | Nico Hulkenberg   | Force India-Mercedes      | 20     | Vazamento de óleo   | 11   |        |
| Ret    | 6   | Nico Rosberg      | Mercedes                  | 0      | Colisão             | 2    |        |
| Ret    | 44  | Lewis Hamilton    | Mercedes                  | 0      | Colisão             | 1    |        |
| Fonte: |     |                   |                           |        |                     |      |        |

↑1  - Kevin Magnussen recebeu 10 segundos de penalidade de tempo por causar uma colisão.

## Curiosidade
- Primeira vitória de Max Verstappen
- Max Verstappen se tornou o piloto mais jovem a vencer uma corrida e também a subir ao pódio aos 18 anos e 228 dias.
- Primeira vitória de um piloto holandês na Fórmula 1.

## Tabela do campeonato após a corrida
Somente as cinco primeiras posições estão incluídas nas tabelas.
| Pos | Piloto           | Pontos | Var |
| --- | ---------------- | ------ | --- |
| 1   | Nico Rosberg     | 100    | 0   |
| 2   | Kimi Raikkonen   | 61     | 1   |
| 3   | Lewis Hamilton   | 57     | 1   |
| 4   | Sebastian Vettel | 48     | 1   |
| 5   | Daniel Ricciardo | 48     | 1   |

| Pos | Construtor                | Pontos | Var |
| --- | ------------------------- | ------ | --- |
| 1   | Mercedes                  | 157    | 0   |
| 2   | Ferrari                   | 109    | 0   |
| 3   | Red Bull Racing-TAG Heuer | 94     | 0   |
| 4   | Williams-Mercedes         | 65     | 0   |
| 5   | Toro Rosso-Ferrari        | 26     | 1   |